# Lausitzer Seenland

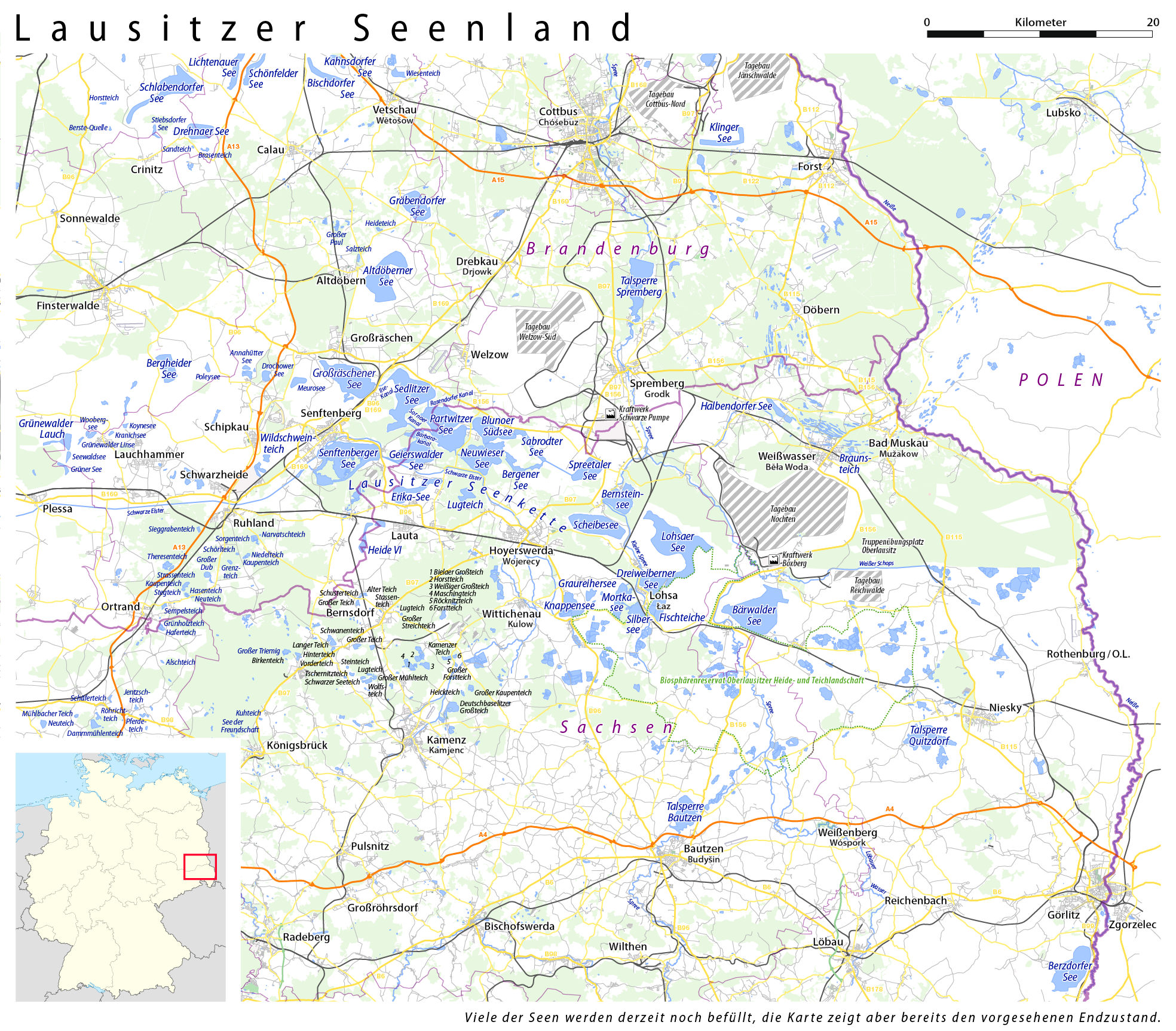
Das Lausitzer Seenland und seine Umgebung

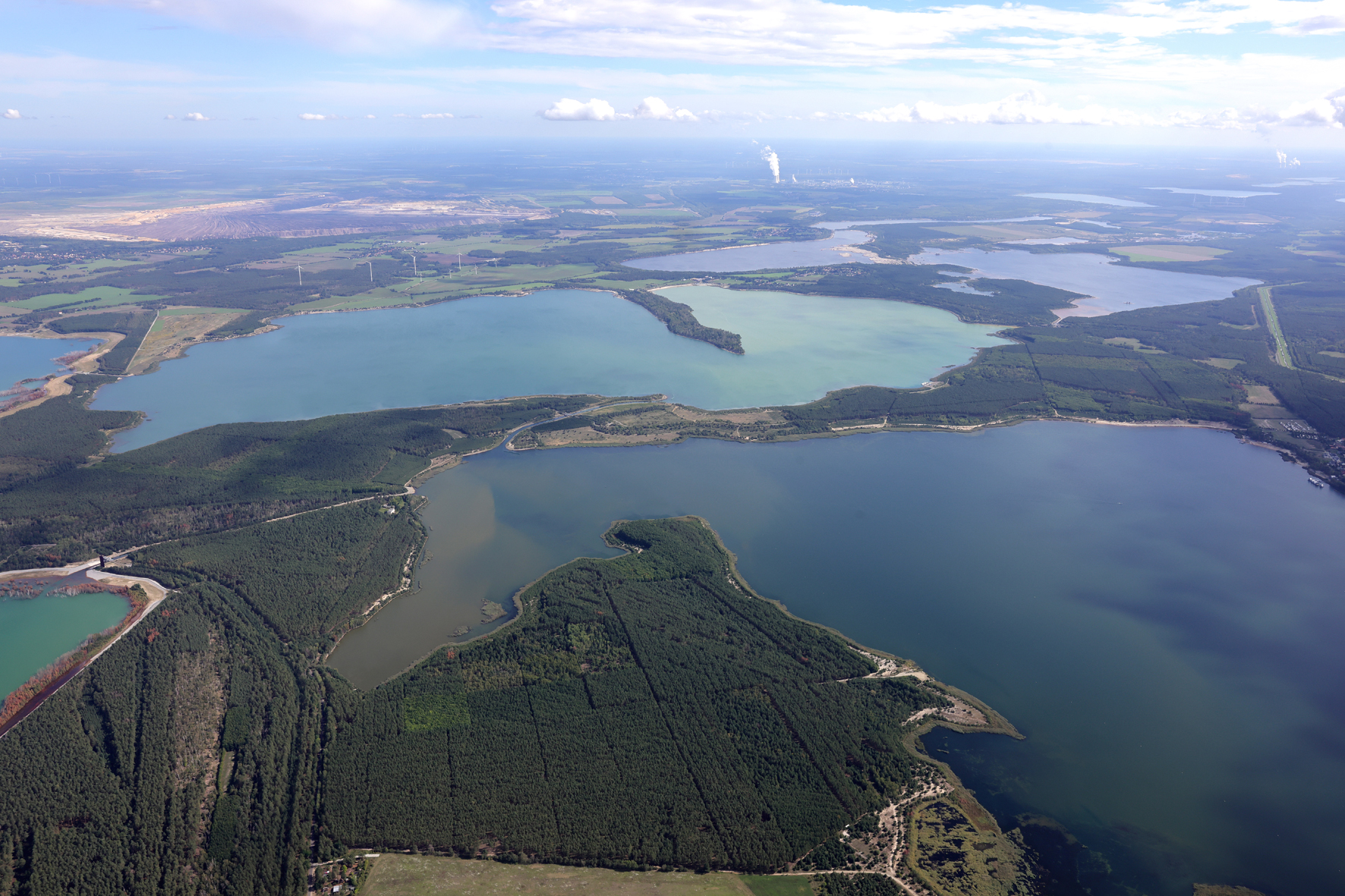
Ausschnitt der Seenkette

Das Lausitzer Seenland (niedersorbisch Łužyska jazorina, obersorbisch Łužiska jězorina) ist ein künstlich angelegtes Seengebiet in der Lausitz. Durch Fluten stillgelegter Braunkohlentagebaue des Lausitzer Braunkohlereviers soll bis Ende der 2020er Jahre Europas größte künstliche Wasserlandschaft und Deutschlands viertgrößtes Seengebiet entstehen. Ein Teil der größten Seen sind als Seenkette durch schiffbare Kanäle miteinander verbunden.

## Geographie
Das Lausitzer Seenland liegt in der Lausitz in einem Dreieck zwischen Luckau in Brandenburg im Nordwesten, dem Cottbuser Umland im Nordosten und Görlitz in Sachsen im Südosten. Die Gesamtausdehnung von Europas künftig größter künstlicher Seenplatte beträgt von West nach Ost zirka 80 Kilometer, von Nord nach Süd (je nach Abgrenzung) zwischen 32 und 40 Kilometer. Allerdings ist die Verteilung der Gewässer in diesem Gebiet recht unterschiedlich und die neuen werden in Zukunft mit anderen, älteren Gewässerlandschaften in diesem Gebiet verschmelzen. Oft sind mit dem Begriff „Lausitzer Seenland“ nur die Seen gemeint, die aufgrund des Kohleabbaus über Tage im 20. und beginnenden 21. Jahrhundert durch Flutung vor allem von Tagebaurestlöchern entstanden sind. Diese Seen befinden sich vor allem dicht in einem Streifen entlang der Lausitzer Städte Senftenberg und Hoyerswerda, etwas weniger in dem Gebiet zwischen Luckau, Lübbenau und Calau, nordöstlich von Cottbus und zwischen Finsterwalde und Lauchhammer. Mit der Umplanung des Taubendorfer Sees wird Guben die nordöstliche Grenze des Seenlandes bilden. Abseits dieser Kernzonen befinden sich noch vereinzelte künstliche Seen, wie z. B. der Altdöberner See, der Halbendorfer See, die Talsperre Quitzdorf oder der Berzdorfer See, wobei letzterer das schon recht weit abgelegene Ende der Seenplatte bei Görlitz markiert. Dieses Ende könnte noch weiter hinaus wachsen, je nachdem wie mit dem Tagebau Turow bei Zittau verfahren wird.
Zur Unterscheidung zusammenliegender Seen empfiehlt es sich, die Begriffe Seenland und Seenkette zu verwenden, wobei die Lausitzer Seenkette die Gewässer bezeichnet, die durch schiffbare Kanäle miteinander verbunden sind. Sie befinden sich im Zentrum der Lausitz zwischen Senftenberg und Hoyerswerda.

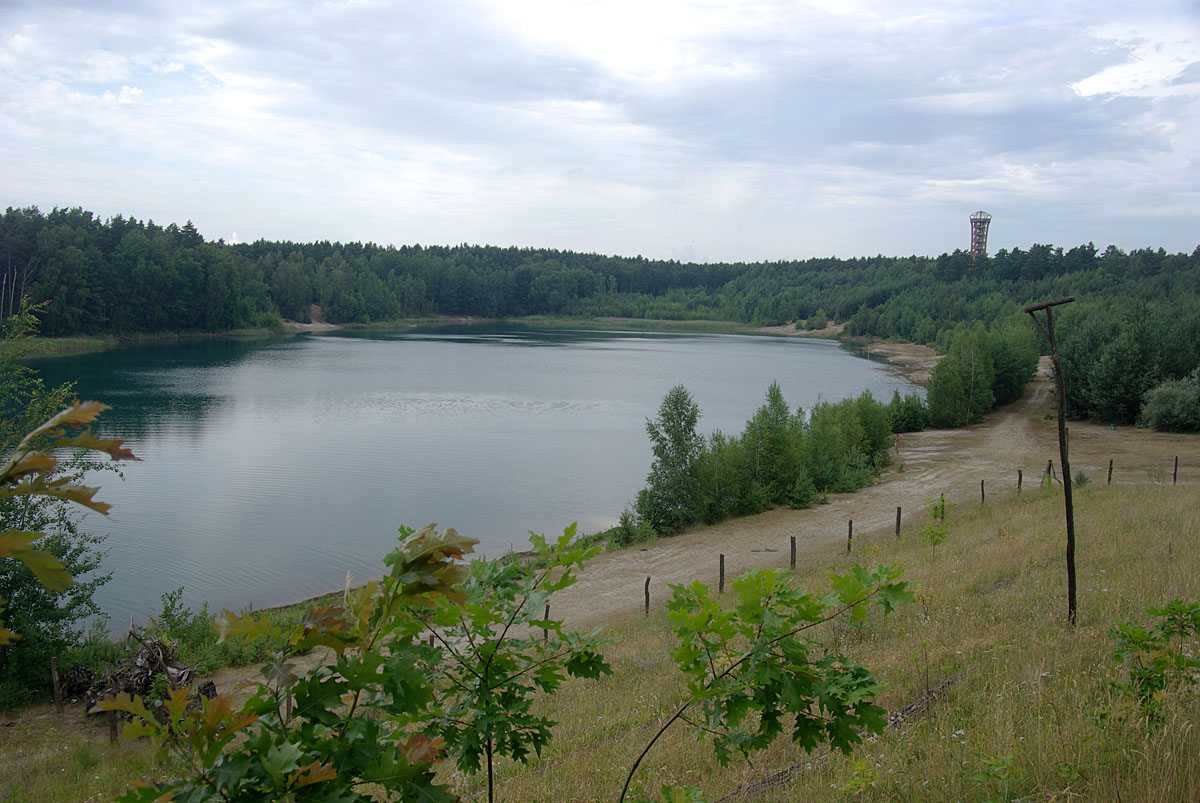
Felixsee im Muskauer Faltenbogen

Neben den oft großen Tagebaurestlöchern sind in dem ganzen Gebiet viele weitere Gewässer anderer Entstehung vorhanden. An das zentrale Seenband bei Hoyerswerda schließt sich südlich dieser Stadt und im Südosten des Bärwalder Sees das Biosphärenreservat Oberlausitzer Heide- und Teichlandschaft an. Dessen Gewässer, vor allem Teiche, haben generell keinen Tagebauhintergrund und sind meist älter; sie werden großteils zur Fischzucht genutzt. Mit fortschreitender Dauer und Renaturierung werden die gefluteten Tagebaurestlöcher sich  von den Teichen in ihrer Umgebung oberflächlich und optisch oft nur noch durch ihre Größe unterscheiden und mit der Teichlandschaft strukturell verwachsen. Weiterhin existieren nördlich des Bärwalder Sees zwischen Weißwasser und Bad Muskau viele Teiche des Muskauer Faltenbogens. Auch diese Teiche haben generell keinen Tagebauhintergrund und sind oft ungenutzte Teiche mitten im Kiefernwald. Die beiden Gebiete werden aber durch die geplanten Folgeseen des Tagebaus Nochten sowie die bereits existierenden künstlichen Seen wie den Halbendorfer See dank deren zunehmender Renaturierung strukturell ineinander übergehen.
Einzig zwischen Forst und Bad Muskau, zwischen Rothenburg und Görlitz sowie zwischen Vetschau und Finsterwalde befinden sich nur sehr wenige kleine oder gar keine Gewässer.
Ganz im Norden schließt sich der Gewässernaturraum Spreewald unmittelbar an das Seenland an. Da der Spreewald kaum Seen oder Teiche enthält, gehört er nicht mehr zum Seenland dazu. Die beiden Räume sind aber durch die Spree, die beide Gebiete maßgeblich mit Wasser versorgt, und die unmittelbare Nähe miteinander verbunden.

## Entstehung

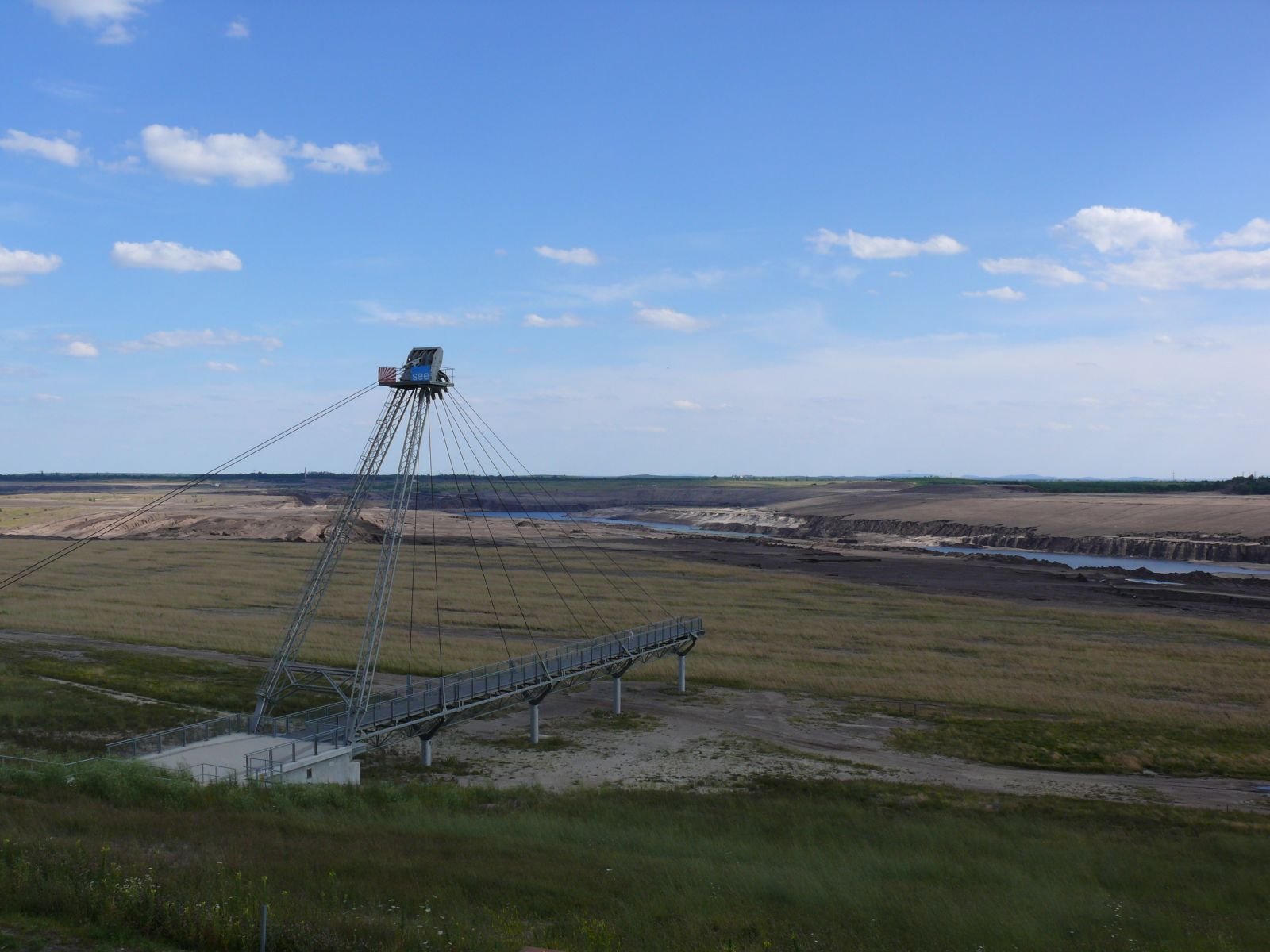
Die entstehenden Baggerseen, hier der Großräschener See im Jahr 2007

Die Nutzung von Tagebaurestlöchern, die durch den Grundwasseranstieg zu Seen wurden als Badegewässer, existiert in der Lausitz seit den 1950er Jahren z. B. an der blauen Adria und dem Olbasee sowie diversen aufgelassenen Steinbrüchen (→ Lausitzer Granit). Mit dem neuen Lausitzer Seenland entsteht eine touristische Landschaft aus den Restlöchern der Braunkohle-Großtagebaue der DDR-Zeit „in großem Stil“. Die Tagebaurestlandschaft wird renaturiert, Gruben geflutet und so in Seen umgewandelt. Einige der entstehenden Seen haben ihren Endwasserstand bereits erreicht, andere werden erst in einigen Jahren vollständig geflutet sein.

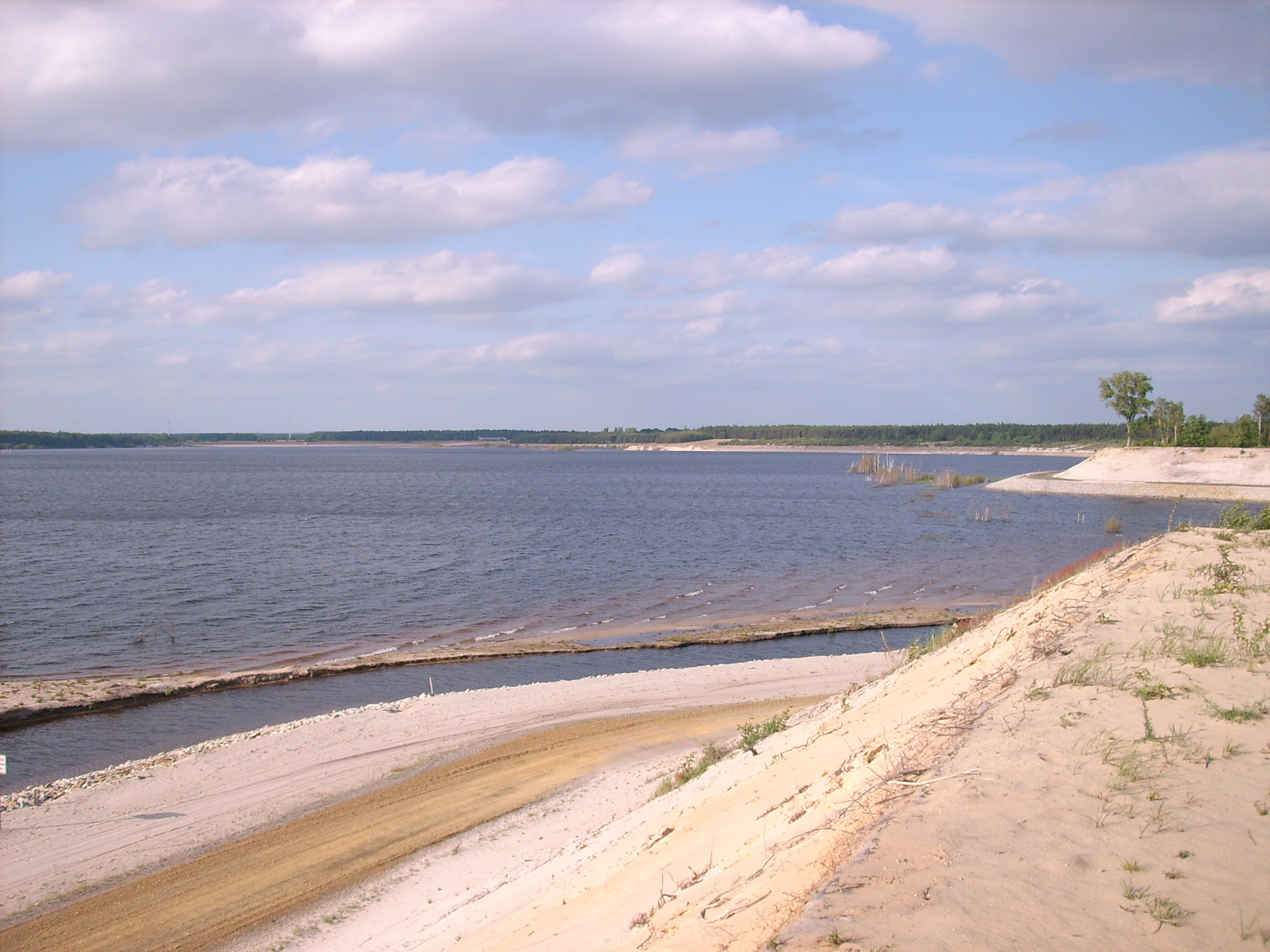
Die Uferzonen der Seen, hier vom Geierswalder See

Gegenwärtig werden noch umfangreiche Sanierungs- und Rekultivierungsmaßnahmen an einigen Tagebauseen, ihren Uferbereichen und am umliegenden Gelände durch die LMBV durchgeführt. Beim Kontakt des Seewassers mit pyrithaltigem Abraum bildet sich durch biochemische Prozesse Schwefelsäure im Seewasser, welche durch Kalk neutralisiert werden muss. Nach Abschluss aller Arbeiten ist das Ziel, die Wasserqualität des naturierten, von Erholungssuchenden genutzten Senftenberger Sees zu erreichen.
Andere Seen sind künstlich aufgestaute Seen. Während die Talsperre Quitzdorf geschaffen wurde, um genügend Brauchwasser für das Kraftwerk Boxberg bereitstellen zu können, wurde die Talsperre Spremberg vorwiegend für den Hochwasserschutz im Seenland geplant, allerdings auch für Brauchwasser für Kraftwerke benutzt. Auch die Talsperre Bautzen wurde künstlich angelegt, um das Kraftwerk Boxberg kontinuierlich mit Wasser versorgen zu können. 
Die sich ebenfalls im Gebiet des Seenland befindenden Teiche des Biosphärenreservates Oberlausitzer Heide- und Teichlandschaft entstanden schon teilweise im Mittelalter, aber auch während der DDR-Zeit aus landwirtschaftlichen Gründen, indem das moorreiche Land umstrukturiert und nutzbar gemacht wurde. Diese sehr flachen Gewässer werden meist zur Fischzucht genutzt.
Auch die Teiche des Muskauer Faltenbogens liegen zwischen den großen Tagebaurestlöchern. Sie entstanden aus Verwerfungen der Endmoräne von Gletschern aus der Eiszeit, auch teilweise durch Abbau von Bodenrohstoffen wie Sand, Ton und Kohle schon vor der Industrialisierung. Generell sind diese Teiche nicht willentlich vom Menschen angelegt, sondern aufgrund von fehlenden Abflüssen mit Wasser gefüllt.

### Anlage der Seen

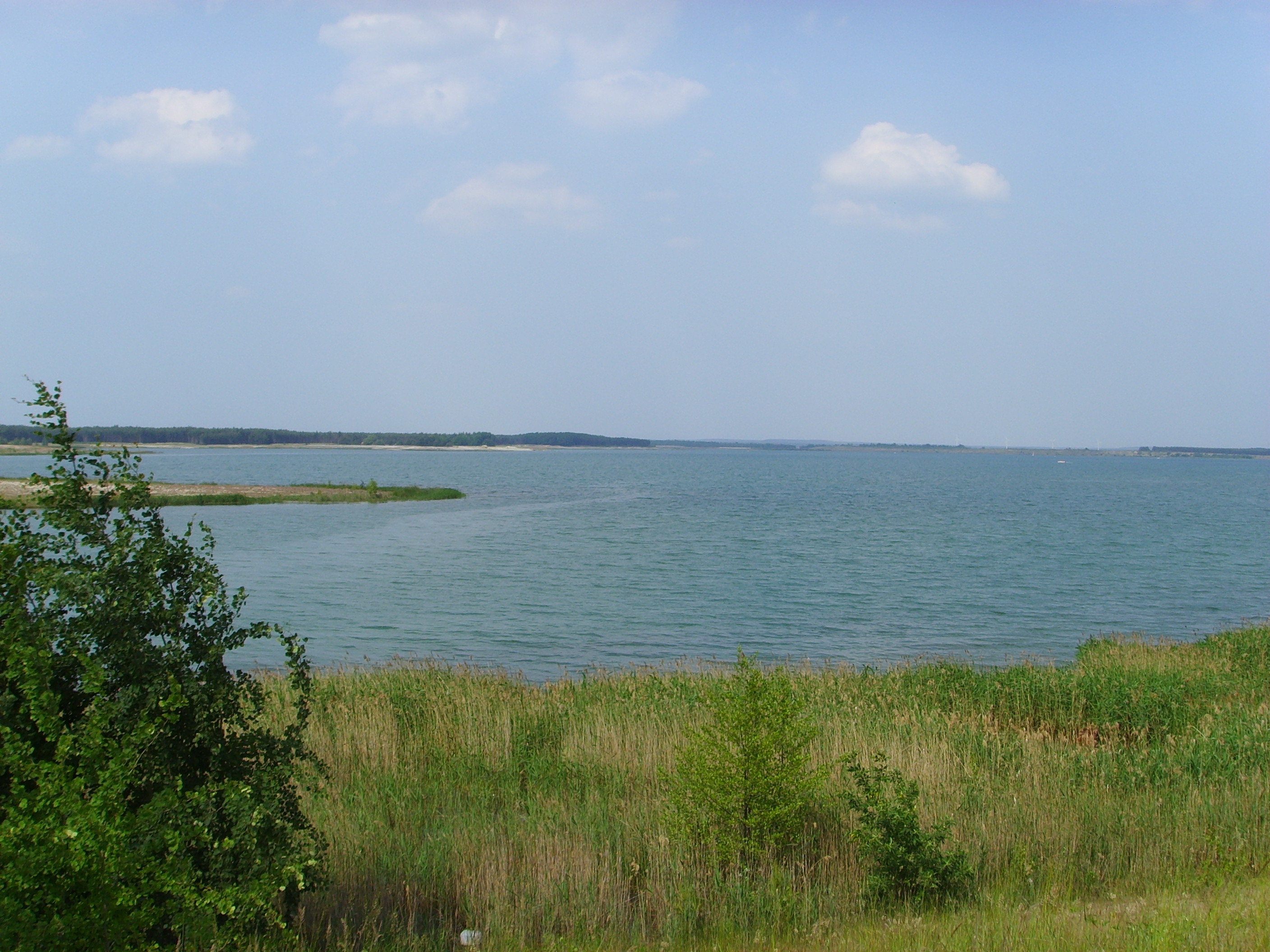
Der Geierswalder See östlich von Senftenberg

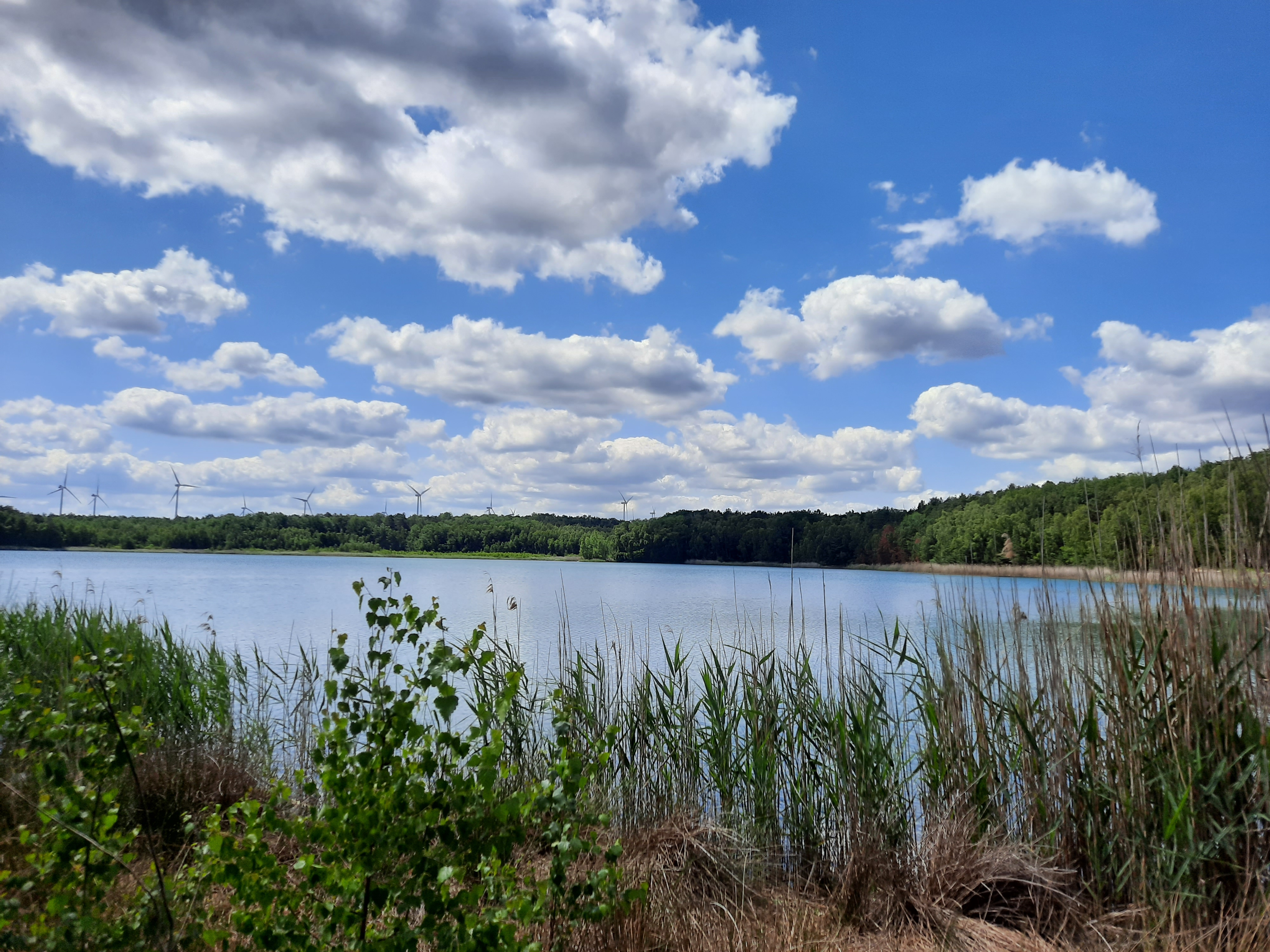
Der Poleysee südlich von Sallgast

Im Zentrum des Lausitzer Seenlandes entsteht durch die Verbindung von neun Seen mit schiffbaren Kanälen die Lausitzer Seenkette, die mit ungefähr 7.000 Hektar Wasserfläche eine besondere Bedeutung für die touristische Entwicklung der Niederlausitz haben soll. Geplant ist, die Seenlandschaft zu einer überregional bedeutsamen Wasserlandschaft mit sportlich attraktivem Charakter werden zu lassen. Zu diesem Zweck sind umfangreiche Investitionen in die Infrastruktur nötig: Herstellen von Badestränden, Yachthäfen (Marinas), Stützpunkte für Wasserski, Jetski, Camping, Gastronomie usw.
Die ersten Projekte befinden sich in der Realisierung. Derzeit werden am Geierswalder See eine Wasserskianlage, ein Sportboothafen und eine Marina mit schwimmenden Häusern gebaut. Eine Besonderheit wird der Wasserflugplatz am nördlichen Ufer des Sedlitzer Sees sein.
Am Bärwalder See, der bis zur Flutung der noch aktiven Tagebaue Nochten und Reichwalde der flächenmäßig größte See Sachsens ist, wurde 2008 ein Sportboothafen am südlichen Seeufer eröffnet. Weitere Marinas sind am West- und Nordostufer bereits vorhanden.
Die einzelnen Seen wurden mit Überleitern verbunden, um eine schnellere Flutung zu ermöglichen. Der erste fertiggestellte Überleiter war im Dezember 2003 der Barbara-Kanal, der Geierswalder und Partwitzer See miteinander verband. Im Januar 2006 folgten Sornoer und Rosendorfer Kanal. Die Überleiter sind schiffbar für eine Nutzung im Rahmen des Wassersports und Wasser-Tourismus. Die Schiffbarkeit bezieht sich auf das Lausitzer Bemessungsschiff mit den Maßen 28,5 m Länge, 5,2 m Breite, 3,3 m Höhe und 1,5 m Tiefgang.

## Auszeichnung
Das Lausitzer Seenland wurde 2018 zusammen mit dem Biosphärenreservat Spreewald mit dem Europäischen Gartenpreis in der Kategorie „Beste Entwicklung einer für das europäische Kulturerbe bedeutenden Kulturlandschaft“  ausgezeichnet.

## Seen

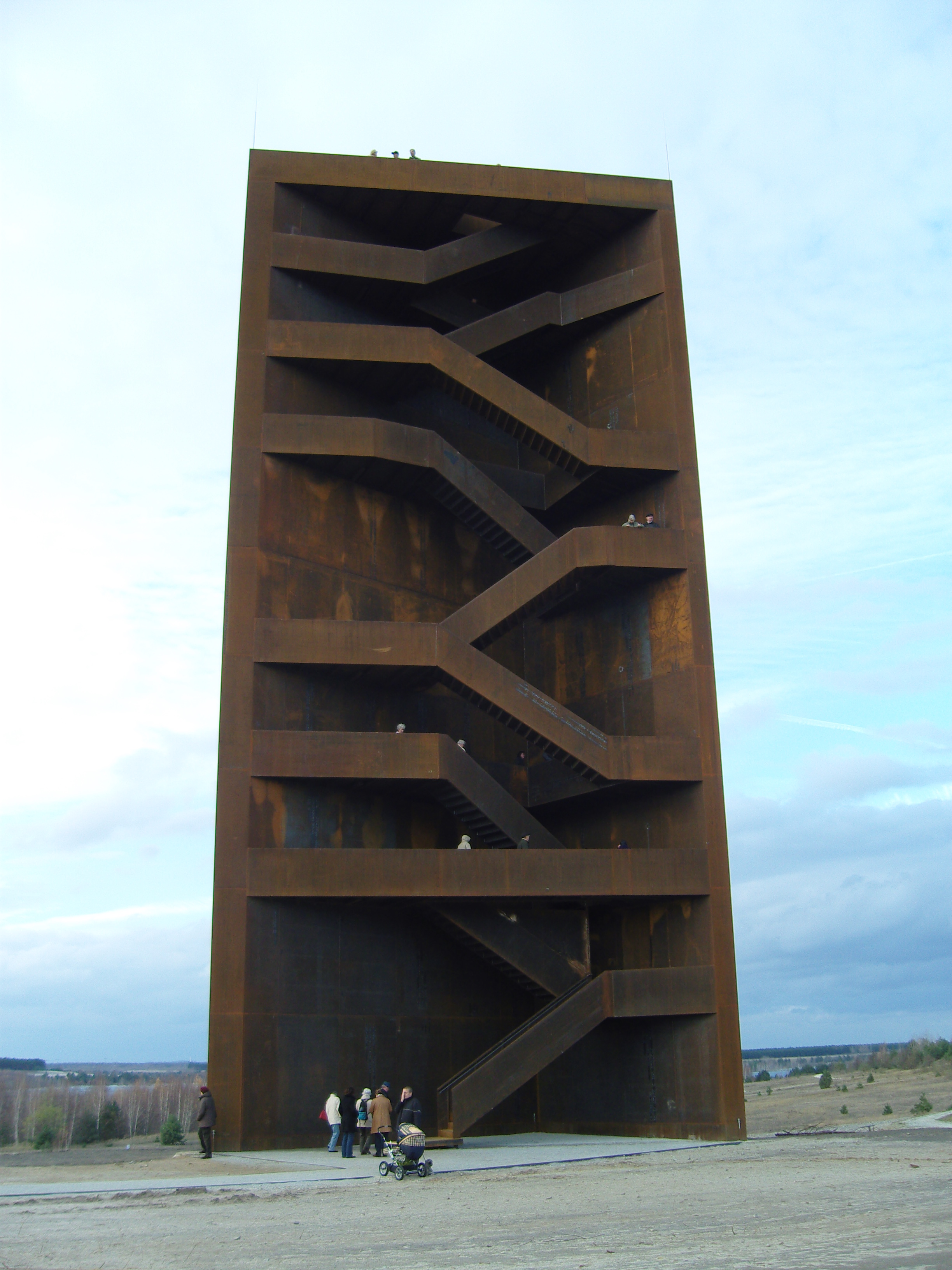
Der begehbare Turm Rostiger Nagel am Sedlitzer See erinnert an die maschinell gestaltete Landschaft

Folgende Seen gehören zum künftigen Lausitzer Seenland oder liegen in der näheren Umgebung.
Angegeben sind neben den deutschen und ggf. sorbischen Namen der Seen auch die Namen der Tagebaue, aus denen sie entstehen oder bereits entstanden sind (in Klammern mit Tagebau gekennzeichnet). Außerdem ist die Wasserfläche in Hektar und das Jahr der (geplanten) Fertigstellung angegeben.

### Nördliche Seen (alle in Brandenburg)
- Lichtenauer See (Lichtnojski jazor; Tagebau Schlabendorf-Nord; Lübbenau, Calau) 326 ha
- Schönfelder See (Tłukomski jazor; Tagebau Seese-West; Lübbenau, Calau) 140 ha; 2008
- Bischdorfer See (Wótšowski jazor; Tagebau Seese-Ost; Lübbenau) 255 ha; 2013
- Schlabendorfer See (Chóžyšćański jazor; Tagebau Schlabendorf-Süd; Luckau, Calau) 700 ha; 2012
- Drehnaer See (Tagebau Schlabendorf-Süd; Luckau, Calau) 226 ha; 2011
- Gräbendorfer See (Grabicański jazor; Tagebau Gräbendorf; Calau) 457 ha; 2007
- Grünewalder Lauch (Grube Grünewalde; Lauchhammer) ca. 100 ha; 1977
- Altdöberner See (Starodarbnjojski jazor; Tagebau Greifenhain; Altdöbern) 1.016 ha; 2030
- Bergheider See (Tagebau Klettwitz-Nord; Finsterwalde) 332 ha; 2013
- Cottbuser Ostsee (Chóśebuski pódzajtšny jazor; Tagebau Cottbus-Nord) 1.900 ha; 2024
- Klinger See (Klincański jazor; Tagebau Jänschwalde); 2030
- Kahnsdorfer See (Wóškalawski jazor) bei Vetschau
- Drochower See bei Drochow
- Annahütter See bei Annahütte
- Poleysee bei Sallgast

### Mittlere Seen
Der mittlere Bereich ist zugleich der Kern des Lausitzer Seenlandes und liegt grenzüberschreitend in Brandenburg und Sachsen. Daher ist hier das Bundesland in Klammern mit angegeben. Nochmals unterteilt folgen die Seen innerhalb und die Seen außerhalb der Lausitzer Seenkette.

#### Lausitzer Seenkette

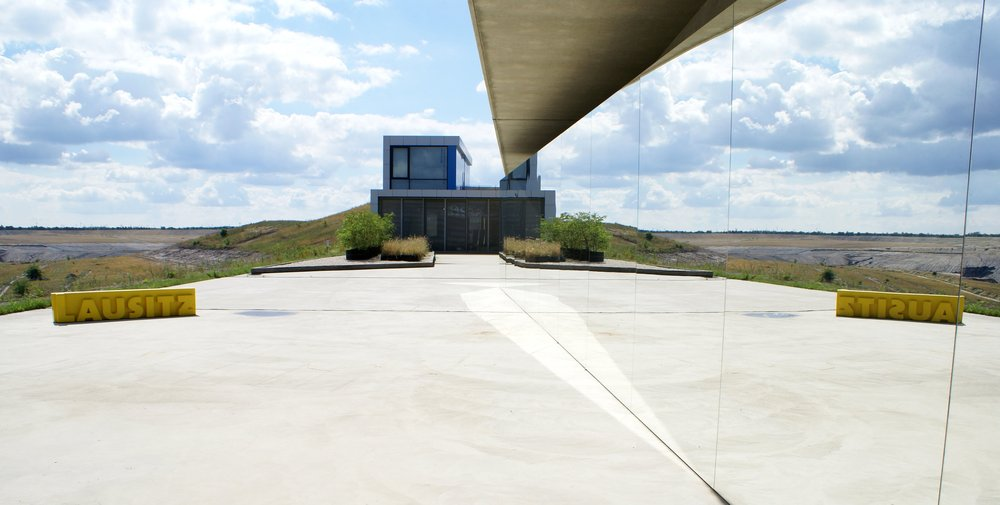
IBA-Terrassen am entstehenden Großräschener See

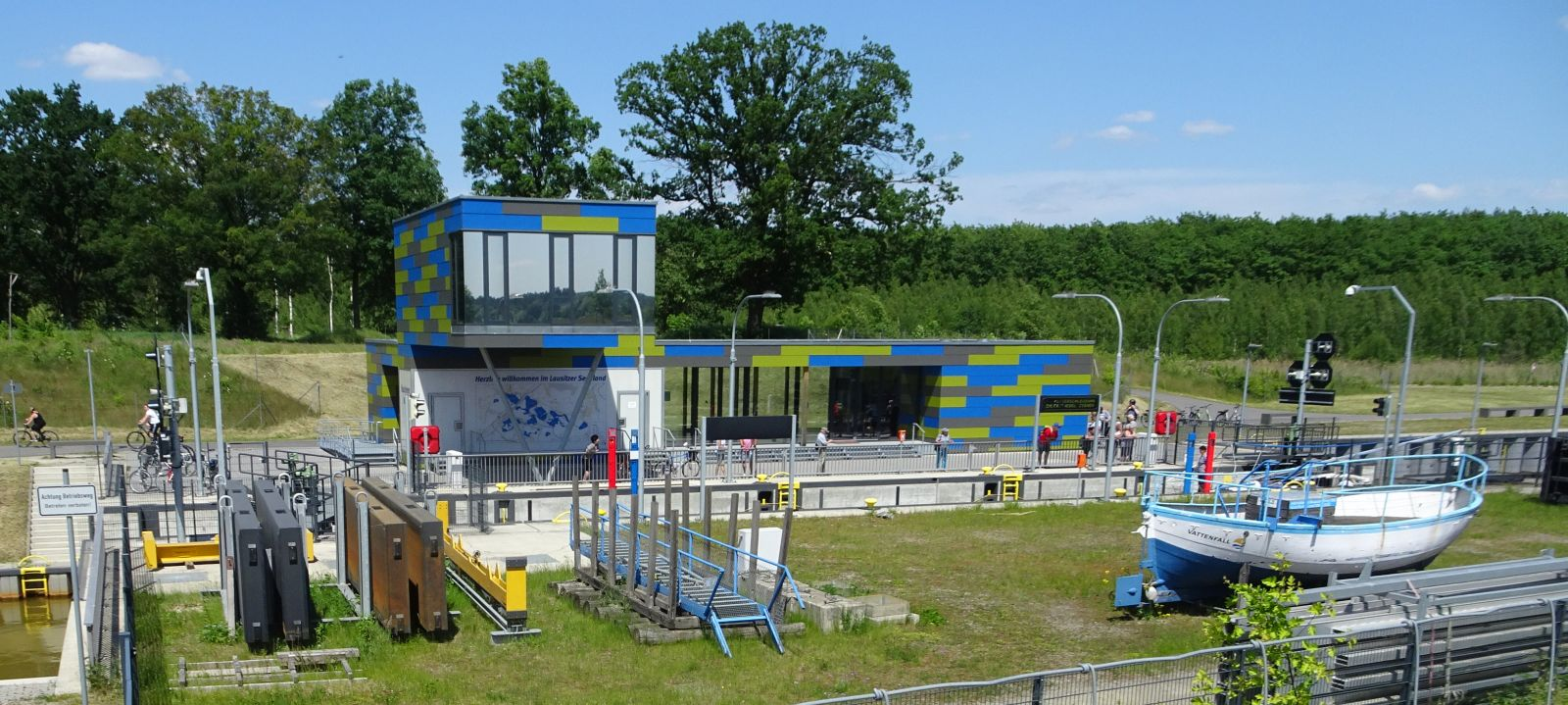
Schleuse Koschen zwischen Geierswalder und Senftenberger See

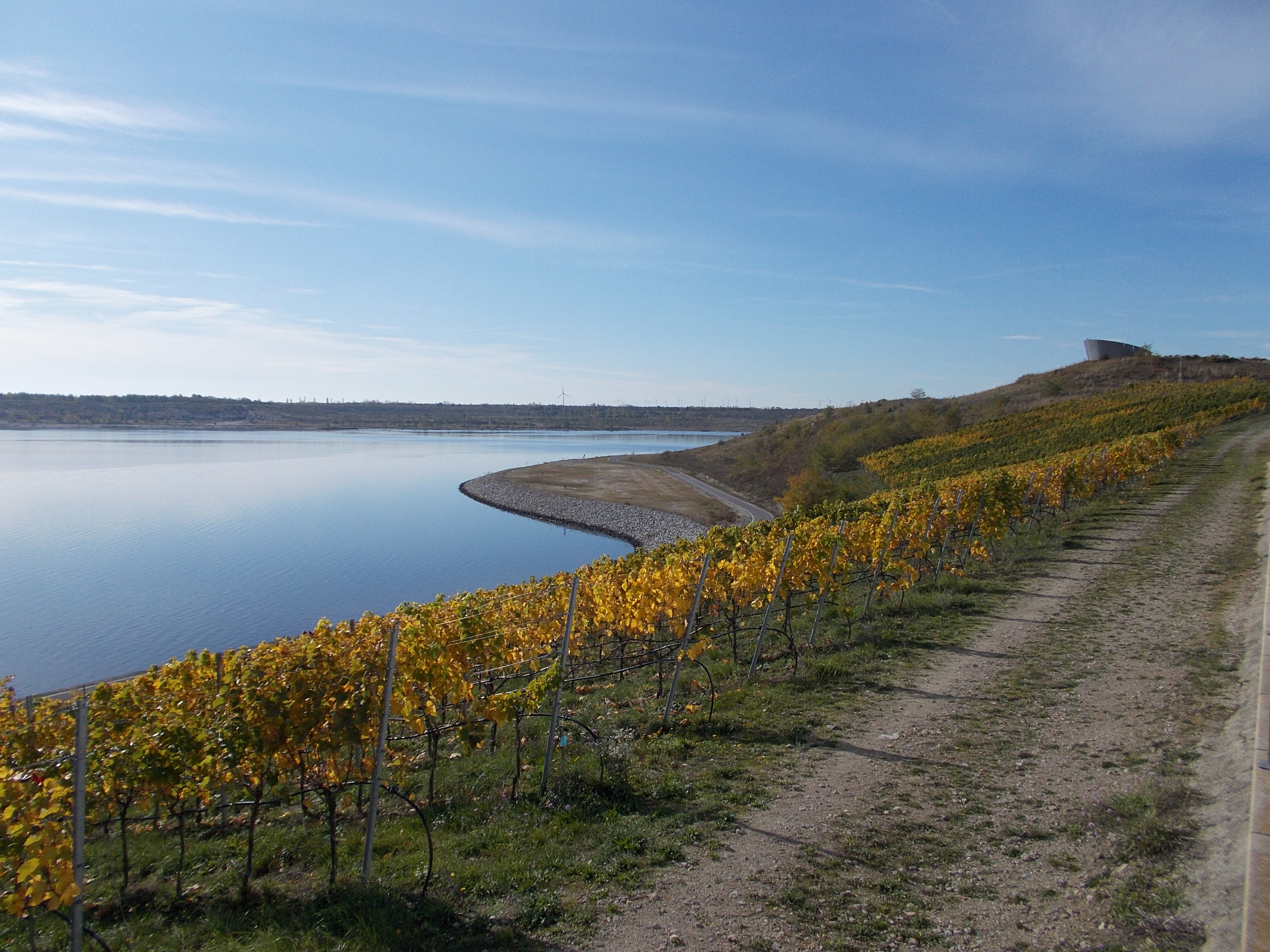
Das zum Teil mit Weinreben bepflanzte Ufer des Großräschener Sees

Die Seen sind durch schiffbare Kanäle miteinander verbunden und befinden sich direkt östlich an der A 13 zwischen Großräschen, Senftenberg und Hoyerswerda.
- Großräschener See (Rański jazor; früher Ilsesee, Großräschen; Brandenburg; Tagebau Meuro) 771 ha; 2015
- Senftenberger See (Złykomorojski jazor; Senftenberg; Brandenburg; Tagebau Niemtsch) 1.300 ha; 1973
- Sedlitzer See (Sedlišćański jazor; Brandenburg; Tagebau Sedlitz) 1.330 ha; 2025 (geplant)
- Partwitzer See (Parcowski jězor; Sachsen/Brandenburg; Tagebau Skado) 1.120 ha; 2012
- Geierswalder See (Lejnjanski jězor; Sachsen/Brandenburg; Tagebau Koschen) 620 ha; 2012
- Neuwieser See (Nowołučanski jězor; Sachsen; Tagebau Spreetal/Bluno) 632 ha; 2015
- Blunoer Südsee (Južny Blunjanski jězor; Sachsen; Tagebau Spreetal/Bluno) 350 ha; 2015
- Sabrodter See (Zabrodski jězor; Sachsen; Tagebau Spreetal/Bluno) 136 ha; 2015
- Bergener See (Horjanski jězor; Sachsen; Tagebau Spreetal/Bluno) 133 ha; 2015
- Spreetaler See (Sprjewinodołski jězor; Sachsen; Tagebau Spreetal-Nordost) 314 ha; 2015

#### Sonstige Seen
- Erikasee (Jězor Erika; Sachsen; Tagebau Laubusch), 145 ha; 1970
- Kortitzmühler See (Geierswalde-Kortitzmühle, Sachsen), 28 ha
- Koselbruch-See (Hoyerswerda, OT Schwarzkollm-Koselbruch, Sachsen)
- Lugteich (Elsterheide, OT Nardt, Sachsen), 95 ha
- Meurosee (Brandenburg) (Tagebau Meuro)
- Tornoer Teich (Lauta, OT Torno, Sachsen)
- Waldbad Hosena (Senftenberg, OT Hosena, Brandenburg)
- Ziegelteich (Hoyerswerda, OT Bröthen-Michalken, Sachsen)
- Clarasee bei Welzow, Brandenburg
- Felixsee bei Bohsdorf, Brandenburg
- Die „Vier bunten Seen“ bei Horlitza, Restloch der Grube Elster
- Lieskauer See bei Lieskau, Brandenburg
- Halbendorfer See (Brězowski jězor; Tagebau Trebendorfer Felder) bei Halbendorf, Sachsen
- Hermannsdorfer See (Tagebau Nochten) bei Weißwasser, Sachsen[3]
- Seen „Große und kleine Karoline“ bei Gablenz, Sachsen

Einige dieser ebenfalls im mittleren Bereich des Lausitzer Seenlandes liegenden Gewässer sind geflutete Kiesgruben, werden aber zum Teil seit über einem halben Jahrhundert touristisch und von der einheimischen Bevölkerung als Badeseen genutzt. Am Tornoer Teich (im Volksmund auch Torn’scher Teich genannt) im Lautaer Ortsteil Torno etwa befindet sich neben einem Strandbad eine Freizeitanlage mit Minigolf, ein Beachvolleyballfeld sowie eine Imbiss-Hütte. Am Ziegelteich in Bröthen-Michalken (Ortsteil von Hoyerswerda) gibt es zudem eine Ferienhausanlage.

### Südliche Seen (alle in Sachsen)

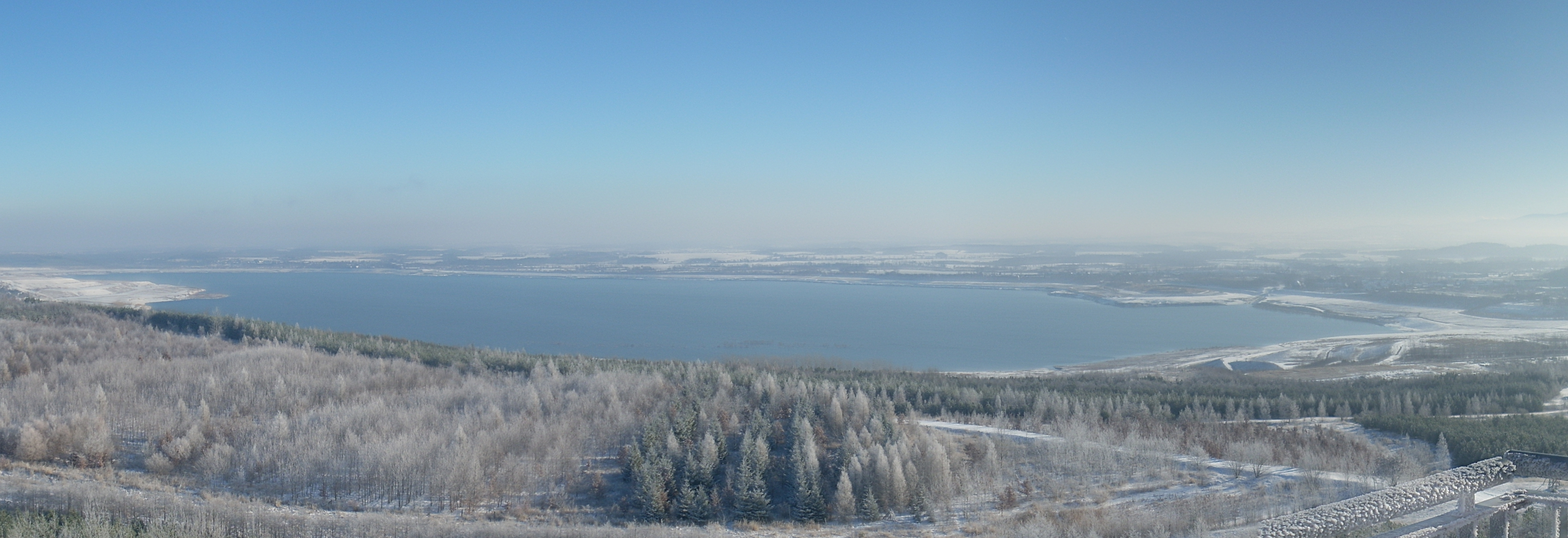
Der Berzdorfer See bei Görlitz

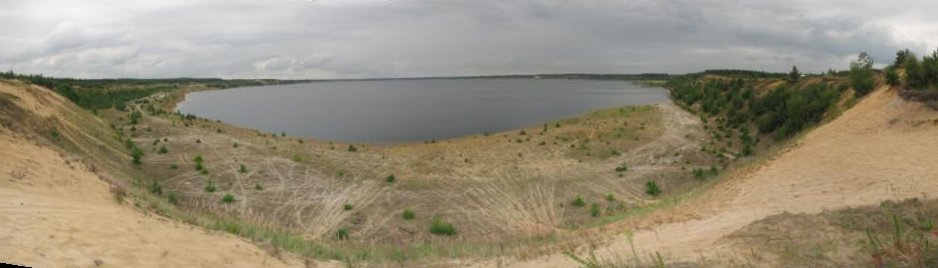
Scheibe-See bei Hoyerswerda in Flutung im August 2005

- Bernsteinsee (Jantarowy jězor; Tagebau Burghammer) 445 ha; 2010
- Knappensee (Hórnikečanski jězor; Tagebau Werminghoff I) 286 ha; 1953
- Graureihersee (Čaplacy jězor; Tagebau Werminghoff I) 138 ha; 2010
- Silbersee und Mortkasee (Slěborny a Mortkowski jězor; Tagebau Werminghoff II); 315 ha; 1972
- Dreiweiberner See (Třižonjanski jězor; Tagebau Dreiweibern) 286 ha; 2002
- Speicherbecken Lohsa II (Tagebau Lohsa) 1.070 ha; 2014
- Scheibe-See (Šibojski jězor; Tagebau Scheibe) 684 ha; 2012
- Bärwalder See (Bjerwałdski jězor; Tagebau Bärwalde) 1.285 ha; 2009
- Sumberteich (bei Klitten) (kein Tagebau)
- Berzdorfer See (bei Görlitz; Tagebau Berzdorf) 960 ha; 2013